# Maurus Wolter

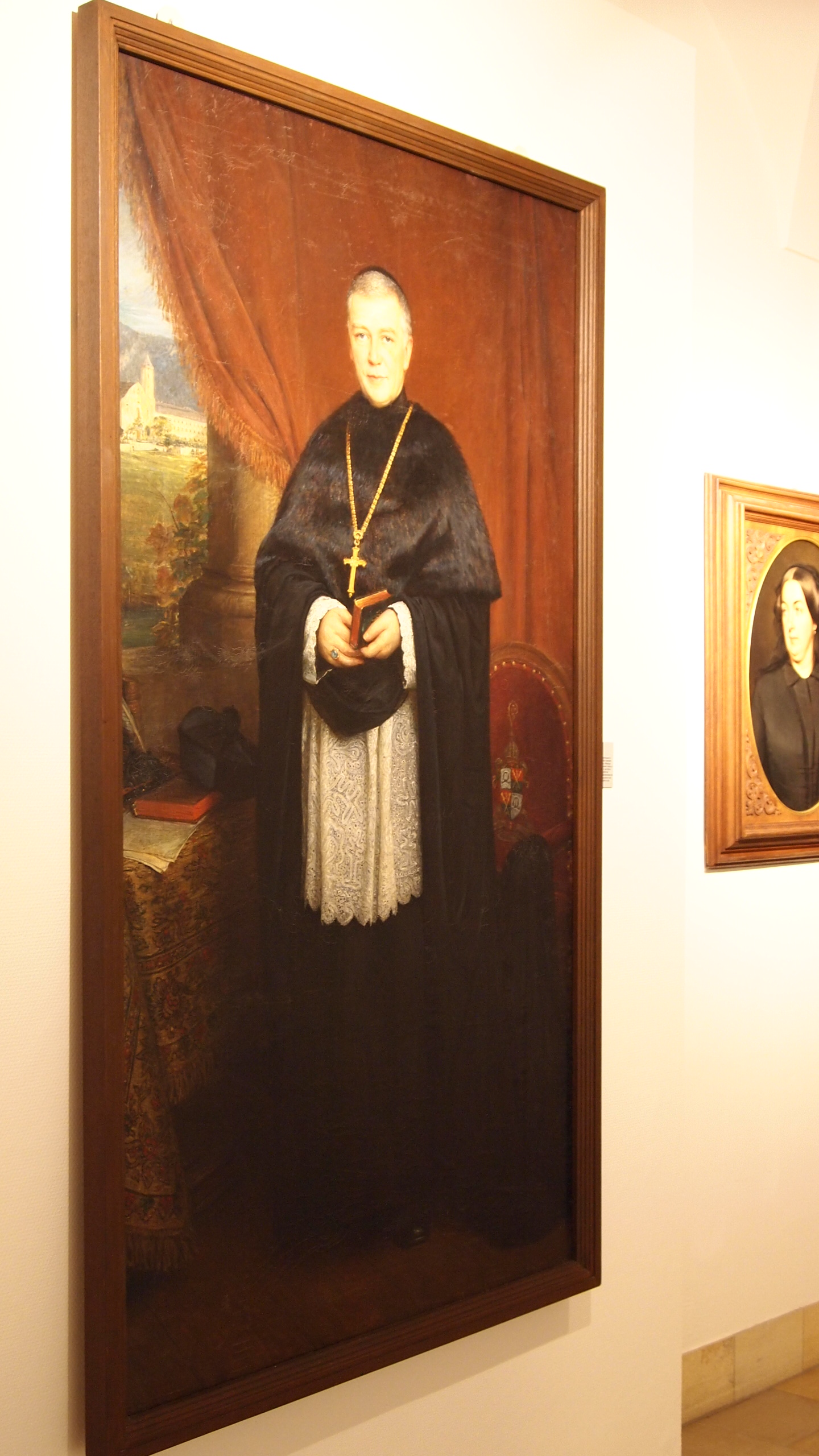
Erzabt Maurus Wolter OSB (links; Gemälde im Kloster Beuron)

Maurus Wolter OSB (* 4. Juni 1825 in Bonn als Rudolf Wolter; † 8. Juli 1890 in Beuron) war ein deutscher Benediktiner. Er war erster Erzabt der Erzabtei Beuron sowie Gründer und erster Leiter der Beuroner Kongregation.

## Leben
Rudolf Wolter war der Sohn der Brauers Lorenz Wolter. Von dessen zwölf Kindern wurden sechs Priester bzw. Ordensschwestern. Rudolf Wolter besuchte von 1836 bis 1844 das Beethoven-Gymnasium Bonn und studierte Katholische Theologie, Philosophie und Philologie an der Rheinischen Friedrich-Wilhelms-Universität Bonn. Er war Mitbegründer der konservativen Studentenvereinigung „Union“ und Teilnehmer am Zweiten Wartburgfest 1848 und hatte Kontakt zu dem umstrittenen österreichischen Philosophen und Theologen Anton Günther („Güntherianer“). 1849 wurde er mit einer Arbeit „De spatio et tempore - Über Raum und Zeit“ zum Dr. phil. promoviert. 
1850 trat er in das Priesterseminar in Köln ein. Am 3. September 1850 empfing er im Kölner Dom die Priesterweihe durch den Kölner Weihbischof Johann Anton Friedrich Baudri.
Wolter war als Seelsorger in Jülich tätig und zugleich Schulleiter der Allgemeinen Höheren Stadtschule. 1854 übernahm er die Leitung der Schule des Domstifts in Aachen.
1856 folgte Rudolf Wolter dem Vorbild seines jüngeren Bruders Ernst, der Benediktiner geworden war und den Ordensnamen Placidus angenommen hatte. Er trat in die Benediktiner-Abtei Sankt Paul vor den Mauern in Rom ein, die Reformabt Michael Papalettere führte, und erhielt den Ordensnamen Maurus. 1862 absolvierte er in der französischen Benediktinerabtei Solesmes ein freiwilliges zweites Noviziat. Tief beeindruckt war er von Prosper Guéranger, dem Abt von Solesmes.
Von Abt Guéranger ermutigt, gründete Pater Maurus mit seinem Bruder Placidus 1863 das Benediktinerpriorat in Beuron. Die Familie Hohenzollern-Sigmaringen hatte den Wolter-Brüdern dieses ehemalige Kloster der Augustiner-Chorherren im Donautal zur Verfügung gestellt. Pater Maurus wurde zunächst Prior, 1868 erster Abt des benediktinischen Beuron. Nachdem die Beuroner Kongregation wegen des Kulturkampfs aus Beuron vertrieben wurde, konnten 1880 unter der Leitung von Maurus Wolter das Prager Emauskloster und 1883 die Abtei Seckau neu besiedelt werden. 1884 stieg Maurus Wolter zum Erzabt der Beuroner Kongregation auf.
Maurus Wolter veröffentlichte zahlreiche wissenschaftliche Arbeiten.

## Werke
- Elementa. Die Grundlagen des Benediktinischen Mönchtums, Beuron 1955 [dt. Fassung von "Praecipua Ordinis monastici Elementa"]
- Praecipua Ordinis monastici Elementa, Brügge 1880 [Grundlagenwerk zum mönchischen Leben, lat.]
- Psallite sapienter, Freiburg 1871–1890, 3. Aufl. 1904–1907 [Psalmenkommentar, dt.]